# Флоренс Тауншип (Нью-Джерсі)
Флоренс Тауншип (англ. Florence Township) — селище (англ. township) в США, в окрузі Берлінгтон штату Нью-Джерсі. Населення — 12 812 особи (2020).

## Демографія
Згідно з переписом 2010 року, у селищі мешкало 12 109 осіб у 4775 домогосподарствах у складі 3285 родин. Було 5053 помешкання
Расовий склад населення:
| - 78,4 % — білих - 12,2 % — чорних або афроамериканців - 5,0 % — азіатів - 0,2 % — корінних американців - 0,1 % — вихідців з тихоокеанських островів - 1,0 % — осіб інших рас |

До двох чи більше рас належало 3,1 %. Частка іспаномовних становила 4,8 % від усіх жителів.
За віковим діапазоном населення розподілялося таким чином: 22,2 % — особи молодші 18 років, 65,1 % — особи у віці 18—64 років, 12,7 % — особи у віці 65 років та старші. Медіана віку мешканця становила 41,0 року. На 100 осіб жіночої статі у селищі припадало 92,1 чоловіків;  на 100 жінок у віці від 18 років та старших — 89,8 чоловіків також старших 18 років.
Середній дохід на одне домашнє господарство  становив 91 411 долар США (медіана — 78 709), а середній дохід на одну сім'ю — 106 797 доларів (медіана — 89 306). Медіана доходів становила 63 451 долар для чоловіків та 50 381 долар для жінок. За межею бідності перебувало 4,7 % осіб, у тому числі 5,7 % дітей у віці до 18 років та 3,1 % осіб у віці 65 років та старших.
Цивільне працевлаштоване населення становило 6660 осіб. Основні галузі зайнятості: освіта, охорона здоров'я та соціальна допомога — 28,3 %, роздрібна торгівля — 12,9 %, публічна адміністрація — 11,7 %.